# Napeia
As napeias (em grego:  Ναπαῖαι, Napaîai, de νάπη, nápê, "planície"), na mitologia grega, são as ninfas associadas a vales, colinas e depressões, sendo assim, se aproximam das oréades.
Segundo a mitologia, são difíceis de se ver, se escondendo atrás de pinheiros e outras árvores de vales. Fazem parte do cortejo do deus Apolo junto com sua carruagem. São ninfas sofisticadas, vivendo principalmente em vales florestados e escuros. Acompanham Ártemis em suas caçadas.